# Trojický rajón
Trojický rajón (ukrajinsky Троїцький район) byl rajón v Luhanské oblasti na Ukrajině. Hlavním městem bylo Trojicke a rajón měl přibližně 21 tisíc obyvatel. 
Tento rajón byl vytvořen roku 1926, později roku 2020 rajón byl likvidován zařazením do Svatovského rajónu.

## Sídla v rajónu
- Trojicke